# Vítor Hugo dos Santos
Vítor Hugo dos Santos (Río de Janeiro, Brasil, 1 de febrero de 1996) es un atleta brasileño especializado en la prueba de 200 m, en la que consiguió ser subcampeón mundial juvenil en 2013.

## Carrera deportiva
En el Campeonato Mundial Juvenil de Atletismo de 2013 ganó la medalla de plata en los 200 metros, con un tiempo de 20.67 segundos, tras el jamaicano Michael O'Hara (oro con 20.63 segundos) y por delante del cubano Reynier Mena (bronce con 20.79 segundos).